# 王兴华
王兴华（1940年—），男，浙江乐清人，中国数学家，曾任杭州大学教授、浙江大学教授、博士生导师，浙江省数学会理事长，中国数学会理事。